# Brysonov rječnik nezgodnih riječi
Brysonov rječnik nezgodnih riječi (engleski: Bryson's Dictionary of Troublesome Words) je rječnik najčešćih izraza i riječi u engleskom jeziku Billa Brysona. Osim rječničke građe, u knjizi se nalaze i osvrti i rasprave na temu jezikoslovlja i leksikografije, vezane uz spomenute riječi i izraze. Bryson je knjigu napisao kao svojevrsni vodič za korištenje gramatički ili pravopisno teško upotrebljivih riječi.
Tijekom 1984. rječnik je izašao u nekoliko izdanja u SAD-u, Kanadi, JAR-u i drugim zemljama engleskog govornog područja, pod različitim nazivima. Najvažnije i najprodavanije izdanje je ono britansko koje je priredila poznata izdavačka kuća Penguin Books ali je u naslovu sadržavalo Penguinov a ne Brysonov rječnik.... Zbog popularnosti i vrlo dobrih kritika u krugu britanskih i američkih jezikoslovaca, 1987. izdano je drugo izdanje u SAD-u te 1997. treće, dopunjeno izdanje u Ujedninjenom Kraljevstvu. U Engleskoj je 2002. ponovno izašlo treće po redu reizdanje knjige zbog velikog zanimanja javnosti.
Zbog čitljivosti i brojnih napomena te primjera iz svakodnevnog života, srednje škole i koledži u pojedinim američkim saveznim državama su knjigu uvrstile u obveznu čitačku građu za svakoga učenika. Bryson je djelo napisao u prvom licu, pa ima elemente poučnoga (didaktičkoga), a ponegdje i humora. Zbog svoje hvaljenosti i kvalitete uvršteno je na popis referentnih djela za proučavanje engleskoga jezika.
Tematski i sadržajno, na djelo se nastavljuju njegovi kasniji jezikoslovni radovi poput knjiga Made in America i The Mother Tongue.